# Kali oxide
Kali oxide (K2O) là một hợp chất của kali và oxy. Chất rắn này có màu vàng nhạt, và là oxide đơn giản nhất của kali. Kali oxide là một hợp chất hiếm khi thấy, vì nó có khả năng phản ứng rất mạnh với các chất khác. Một số hóa chất thương mại, như phân bón và xi măng, được khảo sát giả định thành phần phần trăm có thể tương đương với hỗn hợp hợp chất của K2O.

## Sản xuất
Cách đơn giản nhất để sản xuất kali oxide là từ phản ứng của Oxi và Kali, phản ứng cũng đồng thời tạo ra kali peroxide K2O2 và kali superoxide KO2.
2K + 1/2O2 → K2O
2K + O2 → K2O2
K + O2 → KO2
Kali peroxide tác dụng với kali tạo ra kali oxide:
K2O2 + 2 K → 2 K2O
Cách khác và thuận tiện hơn, K2O được tổng hợp bằng cách nung nóng kali nitrat với kali kim loại:
2KNO3 + 10K → 6K2O + N2
Biện pháp khác là nung nóng kali peroxide tại 500 °C khiến chất này phân hủy cho kali oxide tinh khiết và oxy.
2K2O2  →  2K2O + O2
Kali hydroxide không thể bị khử nước để tạo ra kali oxide nhưng nó có thể phản ứng với kali nóng chảy để tạo ra kali oxide, giải phóng hydro như là một sản phẩm phụ:
2KOH + 2K {\displaystyle {\ce {<=>}}} 2K2O + H2